# Tractat d'Alcáçovas
El Tractat d'Alcáçovas fou un tractat de pau entre el Regne de Portugal i els sobirans dels regnes Castella, Aragó i Sicília, signat a la localitat portuguesa d'Alcáçovas el 4 de setembre de 1479 i que entrà en vigor posteriorment, quan fou ratificat a Toledo el 6 de març de 1480. Es compon de quatre conjunts d'acords:
- Es posa fi a les hostilitats de la Segona Guerra de Successió castellana i dona inici a les bones relacions entre els Regnes de Castella, Aragó i Portugal després de la Segona Guerra de Successió castellana, renovant i actualitzant el tractat d'Almeirim de 1432 corresponents a les navegacions portugueses per la costa africana i les illes del Mediterrani atlàntic, amb el què Portugal tindria l'hegemonia marítima per sota del paral·lel de l'illa de Ferro en direcció a les illes de Cap Verd i el monopoli de les navegacions al sud del cap Bojador, i Castella veia reconeguda la propietat de totes les illes Canàries, que no es va fer efectiva fins al 1496 amb la conquesta de Tenerife, i el dret a una petita franja de la costa africana, entre els caps Nun i Bojador, per connectar amb les caravanes que porten l'or de l'interior de el continent. Es reparteixen la influència marítima a l'Atlàntic entre Castella i Aragó. Es reparteixen el Regne de Fes, governat per la dinastia wattàssida, entre els Regnes de Castella, Aragó i Portugal, delimitant les zones castellano-aragonesa i portuguesa.[2][3]

- S'acorda el casament de Joana la Beltraneja amb l'infant hereu dels Regnes de les Espanyes, infant Joan d'Aragó o bé l'opció d'ingressar en un convent portuguès renunciant als seus drets i títols castellans. Joana la Beltraneja va escollir finalment aquesta última opció, restant reclosa fins a la seva mort el 1530.[4]

- S'acorda el casament de la infanta Isabel d'Aragó amb el príncep Alfons de Portugal, fill del príncep Joan de Portugal, que renuncia al tron de Castella. L'enorme dot de la núvia comprenia en realitat una indemnització de guerra i el compromís mutu de casar amb la persona que ocupés el lloc de la víctima en l'ordre successori. El poder que els acords atorgaven als Bragança era la preocupació essencial de l'hereu portuguès: treia el cap aquí la terrible divisió de la família reial portuguesa que esclataria dramàticament en el regnat de Joan II.[5]

- Es perdona als castellans implicats en el suport a Alfons V, incloent els que encara romanien en rebel·lia, devolució dels seus béns, alliberament de presoners sense rescat, restitució de fortaleses preses i llibertat de comerç i garanties per als mercaders. Encara que es va iniciar immediatament el compliment d'aquests compromisos, el camí va ser llarg i estarrufat de dificultats, profunda la desconfiança generada per la guerra, i nombroses les reclamacions i desacords en la valoració dels béns retornats i en la depuració de la justícia del títol de propietat dels mateixos.[6]

Extracte de l'acord
| «                    | [...]Otrosi quisieron más los dichos señores Rey e Reina de Castilla y León e de los reinos de Aragón e de Sicilia, los plugo para que esta paz sea firme e estable e para siempre duradera e prometieron desde ahora para en todo tiempo, que por si ni por otro publico ni secreto, ni sus herederos e sucesores, no turbaran e molestaran ni inquietaran, de hecho ni de derecho, en juicio ni fuera de juicio, a los dichos señores rey a príncipe de Portugal ni a los reyes que por el tiempo fueren de Portugal ni sus reinos, la posesión e casi posesión en que estuvo, en todos los tratos, tierras e rescates de Guinea, con sus minas de oro e cualesquier otras islas, costas, tierras, descubiertas e por descubrir, halladas e por hallar, islas de la Madera, Puerto Santo e Desierto e todas las islas de los Azores e Islas de las Flores cabe las Islas de Cabo Verde e todas las islas que ahora están descubiertas e cualesquier otras islas que se hallaren o conquistaren, de las Islas de la Canaria para ayuso contra Guinea, porque todo lo que es hallado e se hallare, conquistase o descubriere en los dichos términos, allende de que es hallado ocupado o descubierto, queden a los dichos rey e príncipe de Portugal e a sus reinos, quitando solamente las islas de Canaria, conviene a saber Lanzarote, La Palma, Fuerteventura, La Gomera, el Hierro, la Graciosa, la Gran Canaria, Tenerife e todas las otras Islas de Canaria ganadas e por ganar, las cuales quedan a los reinos de Castilla y León e los reinos de Aragón e de Sicilia | » |
| — Detall del tractat | |   |